# Departamento del Litoral (Confederación Perú-Boliviana)
Litoral fue uno de los cinco departamentos que conformaban el Estado Sud-Peruano, perteneciente a la Confederación Perú-Boliviana.
Limitaba al norte con los departamentos de Arequipa y Puno, al oeste con el océano Pacífico, al este con los departamentos de La Paz y Potosí del Estado Boliviano y al sur con Potosí del Estado Boliviano.

## Historia
Fue una antigua división territorial del Perú, que existió entre 1837 y 1857. Fue creado el 2 de enero de 1837 como una división administrativa del Estado Sud-Peruano integrante de la Confederación Perú-Boliviana. Su creación se realizó a partir de la división del antiguo departamento peruano (hasta 1836) y luego sud-peruano (desde el 17 de marzo de 1836 en que se adopta y promulga la Constitución Política del Estado Sud-Peruano, dada por la Asamblea de Sicuani) de Arequipa, con las provincias de Arica y Tarapacá. Su existencia sobrevivió a la disolución de la Confederación Perú-Boliviana (1839) y pasó a formar parte de la restablecida República Peruana hasta la formación del departamento de Moquegua en 1853, que incluyó las provincias de Moquegua, Arica, Tacna y Tarapacá.

## Ubicación
Se ubicó en el sur del Perú, junto al océano Pacífico.

## División administrativa
El departamento del Litoral se dividió en dos provincias:
- Tacna

Capital: Tacna
- Tarapacá

Capital: Iquique

## Territorio
El departamento estaba formado por territorio actualmente repartido entre los estados de Chile y Perú. En lo que respecta a Perú, Litoral se encuentra en el departamento de Tacna, y las actuales regiones chilenas de Arica-Parinacota y Tarapacá.